# Polnische Verfassunggebende Nationalversammlung (1919–1922)
Die Polnische Verfassunggebende Nationalversammlung (polnisch Sejm Ustawodawczy) war ein Einkammerparlament, das zwecks Verfassungsgebung in dem wieder entstandenen polnischen Staat am 26. Januar 1919 teilweise demokratisch gewählt wurde.
Die Wahlen von 296 Abgeordneten fanden in den ehemals russischen Gebieten statt, während für ehemaliges Galizien, Teschener Land und Posener Land 28 bzw. 6 ehemalige Abgeordnete des österreich-ungarischen Reichsrates und 7 des Deutschen Reichstags aufgenommen wurden. Am 2. Mai 1920 erfolgten Nachwahlen in der Woiwodschaft Pommerellen.
Wahlberechtigt waren Männer und Frauen ab dem 21. Lebensjahr.
Das Parlament begann seine Arbeit Mitte Februar. Als erste wurde am 20. Februar 1919 die vorläufige Verfassung (Mała Konstytucja) beschlossen, die u. a. den Machtanspruch von Józef Piłsudski als Staatschef (Naczelnik Państwa) bestätigte.
Die endgültige Verfassung wurde am 17. März 1921 verabschiedet; zuvor hatte man andere wichtige Gesetze wie zum Beispiel die o. g. Vorläufige Verfassung oder das Gründungsstatut der Woiwodschaft Schlesien beschlossen.
Die verfassunggebende Nationalversammlung arbeitete bis zum 28. November 1922, d. h. bis das von der März-Verfassung vorgesehene Zweikammerparlament (mit Sejm und Senat) seine Arbeit aufgenommen hatte.

## Vertreter deutscher Minderheit
In der Verfassunggebenden Nationalversammlung waren auch Vertreter der deutschen Minderheit in Polen vertreten.
| Partei                                              | Abgeordneter      | Anmerkungen             |
| --------------------------------------------------- | ----------------- | ----------------------- |
| Deutsche Volkspartei                                | Josef Spickermann |                         |
| Deutsche Volkspartei                                | Ludwig Wolff      | bis 1. November         |
| Deutsche Volkspartei                                | Oscar Friese      | ab 1. November          |
| Deutsche Partei                                     | Gustav Heike      | Wahlkreis Pommerellen 1 |
| Deutsche Partei                                     | Ernst Barczewski  | Wahlkreis Pommerellen 2 |
| Deutsche Partei                                     | Karl Daczko       | Wahlkreis Pommerellen 2 |
| Deutsche Partei                                     | Erwin Hasbach     | Wahlkreis Pommerellen 2 |
| Deutsche Partei                                     | Albrecht Luedecke | Wahlkreis Pommerellen 2 |
| Zentralarbeitsgemeinschaft der Politischen Parteien | Johann Splett     | Wahlkreis Pommerellen 1 |